# Người Chile
Người Chile (tiếng Tây Ban Nha: Chilenos) là những người bản địa và di cư đến Chile đã lâu, chủ yếu là người gốc Tây Ban Nha với người bản xứ . Có một sự tương quan chặt chẽ giữa tổ tiên của người Chilê hoặc dân tộc và tình hình kinh tế xã hội: một liên tục được đánh dấu tồn tại giữa các tầng lớp thấp hơn của tổ tiên bản địa cao và tầng lớp thượng lưu có gốc gác tổ tiên châu Âu. Di sản bản địa (văn hoá hoặc di truyền) có thể nhìn thấy rõ nhất ở các vùng nông thôn và trong các khía cạnh văn hoá như ẩm thực Chile và tiếng Tây Ban Nha Chile. Mặc dù người nhập cư sau khi độc lập chưa bao giờ chiếm hơn 2% dân số, hiện nay có hàng trăm nghìn người Chile với có gốc gác Đức, Anh, Pháp, Croatia, Ý hoặc Palestine.
Mặc dù phần lớn người Chile thường cư trú tại Chile, nhưng các cộng đồng lớn đã được thiết lập ở nhiều quốc gia, đáng chú ý là ở Argentina và Hoa Kỳ. Các cộng đồng Chile lớn khác ở Úc, Canada và Thụy Điển. Mặc dù số lượng nhỏ, người Chile cũng chiếm một phần đáng kể trong số dân thường trú của Nam Cực và quần đảo Falkland (xem: Người Chile tại quần đảo Falkland).